# Love Letters in the Sand
Love Letters in the Sand ist ein Popsong von Nick und Charles Kenny (Text) und J. Fred Coots (Musik) aus dem Jahr 1931. Bekannt wurde der Song vor allem in der Pat Boone im Jahre 1957 herausgebrachten Version, der sich zu einem Millionenseller und zum erfolgreichsten Hit des Sängers entwickelte.

## Entstehungsgeschichte

Ted Black & His Orchestra - Love Letters in the Sand

Der Song wurde bereits 1931 von den Brüdern Nick und Charles Kenny (Text) und J. Fred Coots (Musik) geschrieben und basierte melodisch auf dem am 12. März 1881 von Komponist William D. Hendrickson zum Urheberrecht angemeldeten Titel The Spanish Cavalier über einen mutigen amerikanischen Soldaten. The Spanish Cavalier erschien 1915 in dem Notenbuch „The One Hundred and One Best Songs“ von der Cable Company. Das Stück wurde erstmals von Riley Puckett im Stil der Old-Time Music am 12. September 1924 aufgenommen, danach von The Sons of the Pioneers am 14. März 1944.
Nick und Charles Kenny verfassten zunächst ein Gedicht, das in einer Zeitung erschien. Als Komponist Fred Coots dieses Gedicht las, variierte er die Originalmelodie von The Spanish Cavalier und kombinierte sie mit dem Text des Gedichts. Unter dem Titel Love Letters in the Sand entstand so ein neuer Song, der am 10. Juli 1931 zum Copyright angemeldet wurde. Der Text vergleicht eine endende Liebesaffäre mit den in den Sand geschriebenen, vergänglichen und flüchtigen Liebesbekundungen. Gene Austins kurz nach der Urheberrechtsanmeldung am 9. August 1931 aufgenommene Fassung (Brunswick Records 6188) gilt daher als Original, es folgte Lloyd Keating am 20. August 1931 (Clarion 11002); Ted Black’s Orchestra mit Tom Brown (Gesang) im Tin-Pan-Alley-Stil am 27. August 1931 erreichte als einzige Version mit Rang 6 die US-Pop-Hitparade (Victor 22799). Innerhalb kurzer Zeit erschienen weitere Fassungen von Lee Morse & Her Bluegrass Boys (4. September 1931), Ruth Etting (9. September 1931), Victor Young & Brunswick Orchestra (16. September 1931) und die Radiolites (alias Ben Selvin) vom 18. September 1931 waren weitere Fassungen. Das Majestic Dance Orchestra folgte am 1. September 1931, dann Sam Lanin’s Orchestra (veröffentlicht am 15. Oktober 1931).
Nach den zeitlich kurz aufeinanderfolgenden Coverversionen im Veröffentlichungsjahr wurde der Titel erst im November 1953 durch Mac Wiseman wieder aufgegriffen.

## Coverversion von Pat Boone

Pat Boone - Love Letters in the Sand

Die in Balladenform gehaltene Pat Boone-Version von Love Letters in the Sand war die erfolgreichste aller Fassungen. Bereits am 24. November 1956 stand Boone in den Tonstudios von Radio Recorders in Los Angeles, um den Song aufzunehmen. Hier wird Boone begleitet von Barney Kessel und Jack Marshall (Gitarren), Larry Breen (Bass), Milt Adelstein (Piano), Dave Peel (Saxophon) und Dick Shanahan (Schlagzeug) sowie einem Hintergrundchor. Im Instrumentalteil des Songs pfeift Boone die Melodie. Arrangeur und Dirigent war Billy Vaughn, Produzent Randy Wood. Es handelt sich um einen Viervierteltakt, doch die Begleitung, insbesondere das Piano, spielt Triolen. Dabei wird der Akkord dreimal bei jedem Schlag wiederholt. Es folgten noch weitere Aufnahmen am 5. Februar (schnelle Version) und 24. März 1957, die jedoch nicht auf den Markt kamen.
Nach Veröffentlichung am 10. April 1957 gelangt die Single Love Letters in the Sand / Bernardine (Dot Records 15570) am 3. Juni 1957 auf den ersten Rang der US Pop-Hitparade, wo sie insgesamt 5 Wochen bleibt; sie erreicht in Großbritannien Rang 2. Die Single verkaufte 3,5 Millionen Exemplare. Der Verkaufserfolg wurde durch den Kinofilm Bernardine verstärkt, der am 25. Juli 1957 Premiere hatte. Hierin spielt Pat Boone die Hauptrolle und singt seinen Hit. Boone erhielt für seinen größten Hit eine Platin-Schallplatte. Diesem sechsten Millionenseller des erfolgreichen Sängers folgten zwar noch weitere umsatzstarke Singles; sie erreichten jedoch nicht den Erfolg dieses Welthits.

## Weitere Coverversionen
Das deutschsprachige Original erschien 1957 von Kenneth Spencer – einem amerikanischen Bass-Bariton-Opernsänger – mit dem Hansen-Quartett unter dem Titel Komm zu mir, wenn Du einsam bist (deutscher Text: Ralph Maria Siegel, Columbia 20369), es folgte Vico Torriani & Die Sunnies (Juni 1959). Danach versuchte Bill Haley mit dem Originaltext seine Karriere zu revitalisieren (April 1960), es folgte Patsy Cline (veröffentlicht am 27. April 1964). Pat Boone brachte die deutschsprachige Single Baby, Oh Baby / Komm zu mir, wenn Du einsam bist mit der Musikspur seines Welthits erst im Juli 1963 auf den Markt. Bernd Meinunger schrieb für Tommy Steiner einen neuen deutschen Text unter dem Titel Den Brief schrieb er in den Sand (LP Tommy Steiner; Juli 1983), die Flippers adaptierten die Melodie für Sommernachtsträume (LP Liebe ist…; März 1989). Insgesamt sind mindestens 57 Versionen erschienen.